# William Malcolm Guy
William Malcolm Guy (Boggy Depot, Oklahoma, 1845 - Sulphur, Oklahoma, 1918). Governador chickasaw. Fill de mare escocesa, el seu pare es va establir a Oklahoma el 1837; també era parent de Cyrus Harris. Durant la guerra civil americana es va enllistar com a coronel de l'exèrcit confederat i lluità a Bull Run i Gettysburg. Fou present també en la rendició d'Appomatox el 1845. Després va tornar i es dedicà als negocis. El 1882 fou escollit cap del parlament chickasaw i fou cap chickasaw del 1886 al 1888, pel partit progressista. Després de dos anys controvertits i turbulents per oposar-se a la discriminació dels no indis, fou derrotat i es retirà a la seva granja.